# Puccinia hordei-maritimi
Puccinia hordei-maritimi ist eine Ständerpilzart aus der Ordnung der Rostpilze (Pucciniales). Der Pilz ist ein Endoparasit von Waldreben und Trespen. Symptome des Befalls durch die Art sind gelbe Rostflecken und Pusteln auf den Blattoberflächen der Wirtspflanzen. Das Verbreitungsgebiet umfasst wahrscheinlich den westlichen Mittelmeerraum.

## Merkmale
Puccinia hordei-maritimi ist mit bloßem Auge nur anhand der auf der Oberfläche des Wirtes hervortretenden Sporenlager zu erkennen. Sie wachsen in Nestern, die als gelbliche bis braune oder schwärzliche Flecken und Pusteln auf den Blattoberflächen erscheinen.
Das Myzel von Puccinia hordei-maritimi wächst wie bei allen Puccinia-Arten interzellulär und bildet Saugfäden, die in das Speichergewebe des Wirtes wachsen. Ihre Pyknien und Aecien der Art wachsen wurden bislang nicht näher ebschrieben. Die Uredien sind sehr klein und orangefarben. Ihre Uredosporen sind ellipsoid bis fast kugelig, 22–34 × 24–28 µm groß, hyalin und stachelwarzig. Die Telien der Art sind klein, ellipsoid über strichförmig bis länglich und lange bedeckt. Die Teleutosporen sind zweizellig, länglich bis keulenförmig geformt und 25–73 × 13–20 µm groß. Ihre Stiele sind kurz.

## Verbreitung
Puccinia hordei-maritimi besitzt ein Verbreitungsgebiet, das sich wahrscheinlich über den westlichen Mittelmeerraum erstreckt, sie wurde aber bislang nur aus dem Süden Frankreichs nachgewiesen.

## Ökologie
Die Wirtspflanzen von Puccinia hordei-maritimi sind als Haplont Waldreben (Clematis spp.) sowie Trespen (Bromus spp.) für den Dikaryonten. Der Pilz ernährt sich von den im Speichergewebe der Pflanzen vorhandenen Nährstoffen, seine Sporenlager brechen später durch die Blattoberfläche und setzen Sporen frei. Die Art verfügt über einen Entwicklungszyklus mit Pyknien, Uredien, Telien und Aecidien.